# 波音777X
波音777X系列是波音777家族當中正在研發的最新機種。777X將有777-8、777-9以及777-8F貨機三個衍生型號。波音公司宣稱，這款飛機將會是全球最大及最有效率的雙發動機客機。777X將採用波音787的設計理念，並使用新的發動機（通用電氣GE9X）丶全新的複合材料機翼及可折疊機翼。此款客機的主要競爭對手是空中巴士A350 XWB，其中777-9X原型機已在2018年11月完成所有製造程序，並已於2019年3月下線，原訂在2019年3月13日進行下線儀式及對外開放參觀，但因2019年3月10日發生埃塞俄比亞航空302號班機空難，故波音決定取消這兩個活動。2020年1月25日，波音777-9X正式首飞，然而隨後碰到疫情導致服役前景陷入不確定，因此波音隨後確定延後推出。
据路透社报道，阿聯酋航空CEO Tim Clark在2021年1月13日表示，波音777X可能需要到2023年甚至更晚才会服役，因為這架飛機的研發時間以及認證過程仍存在不確定性。
阿聯酋航空原定訂購150架波音777X，然而部分訂單已經被轉換為787，現在的訂單數為126架。這批飛機原預計於2020年6月加入阿聯酋航空機隊，由於研發過程中的延誤，以及737MAX事件後所帶來更高層次的認證審查後，導致這款飛機投入市場的時間也進一步拖延。Tim Clark在接受路透社採訪時表示：「這是一個飛機何時完工、獲得認證並投入服務的問題，我們也將持續關注波音如何處理這一問題」。

## 研發

### 提案
波音公司在2011年9月發佈了新版777客機的資料，當時名稱暫定為777-8X與777-9X，統稱為777X。與777-300ER相比，777-9X三級艙等配置將可搭載407名乘客，該機型將配置更長的水平尾翼，且機身將比777-300ER延長2.8公尺，總長度將為76.7公尺，超過747-8的76.3公尺，取代747-8成為世界上最長的客機。此外，翼展計劃將由777-300ER的64.8公尺延伸到71.8公尺，並採用碳纖維複合材料。與777-300ER的775,000磅（352,000）相較，777-9的總重量將略降為759,000磅（344,000）。波音公司也計劃研發超長程的777-8LX，用來取代777-200LR，航程將由777-200LR的9,395 nmi（10,812 mi；17,400 km），略為延伸至9,480 nmi（10,910 mi；17,560 km），但是在同樣三級艙等的配置下，777-8LX可以比777-200LR多搭載39名乘客，因為機艙內部更大，所以座位也會更寬敞。該型客機將與777-9有相同的油箱容量和總重量，但機身長度將與777-8X的229英尺（69.8米）相同。
為了配合777X，通用电气在2012年2月發布了GE9X發動機。此發動機大小將與前一代的GE90-115B（128英寸或325 cm）相同，但推進力將略微下降。在777-9X與777-8LX上將為99,500 lbf（443 kN），在777-8上將為88,000 lbf（390 kN）。當時，普惠及勞斯萊斯也發表幾款發動機的計劃來配合777X，包括由Trent 1000與Trent XWB改進而來的RB3025，與更新PW1000G，以提供高達100,000 lbf（440 kN）的推進力。但是波音公司在2013年3月選定GE9X為777X系列的唯一發動機選擇。之後，奇異公司也更新了GE9X的設計，以提供更高的推進力。新的規格將提供高達105,000 lbf（470 kN）的推進力，風扇直徑將為134英寸（340 cm），成為該公司有史以來製造過的最大發動機。只提供一種發動機的選擇在後來引發一些爭議。一些航空公司覺得這樣將讓發動機製造商之間失去競爭。航空租賃公司的總裁烏德瓦哈茲則表示希望能有多種發動机可以選擇。但空中巴士卻曾指出，設計一架可以裝配不同發動機的客機將讓該客機的售價變高。

### 777X專案

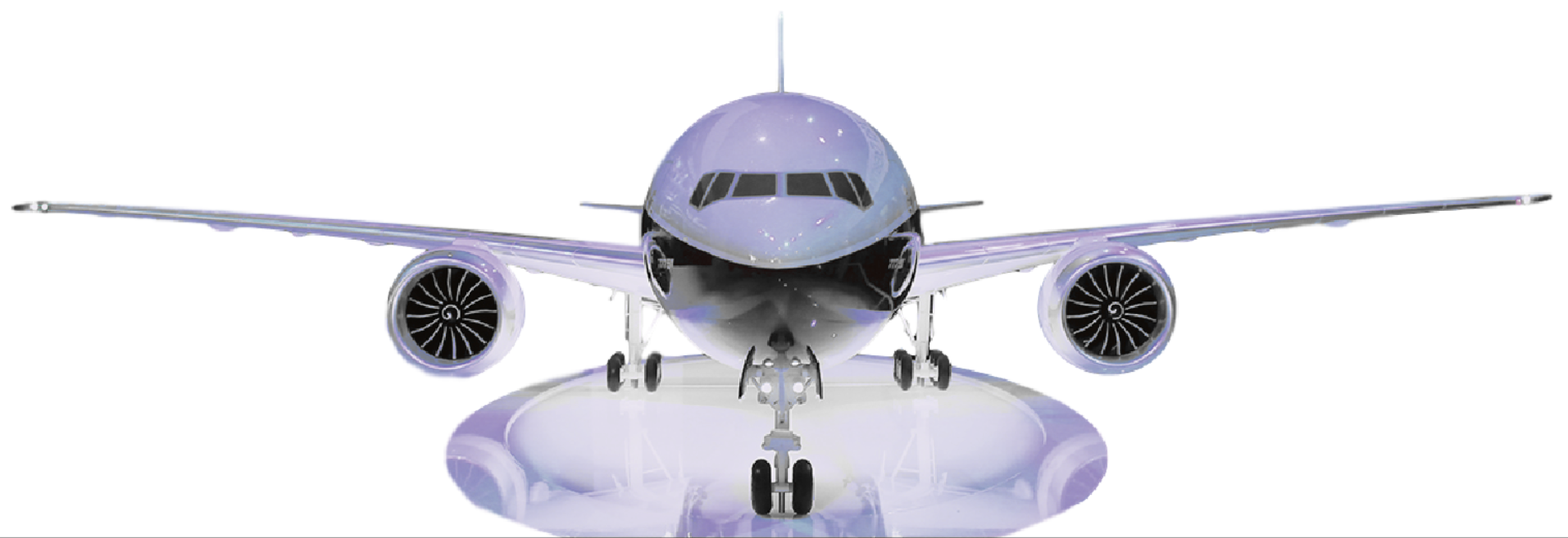
2014年2月在新加坡航展上展出的777X模型

波音的董事會在2013年5月正式核准該公司的民航部門開始銷售777X。漢莎航空的董事會於2013年9月18日批准了訂購34架波音777-9X客機與25架的空中巴士A350，用來取代機隊中的A340與747-400客機。在當時，波音公司已經有意在2013年中正式推出777X。同年的十月，波音公司宣布，777X的設計將由在美國的查爾斯頓、亨茨維爾、長堤市、費城、聖路易的團隊，與在俄羅斯莫斯科的團隊一起負責開發。

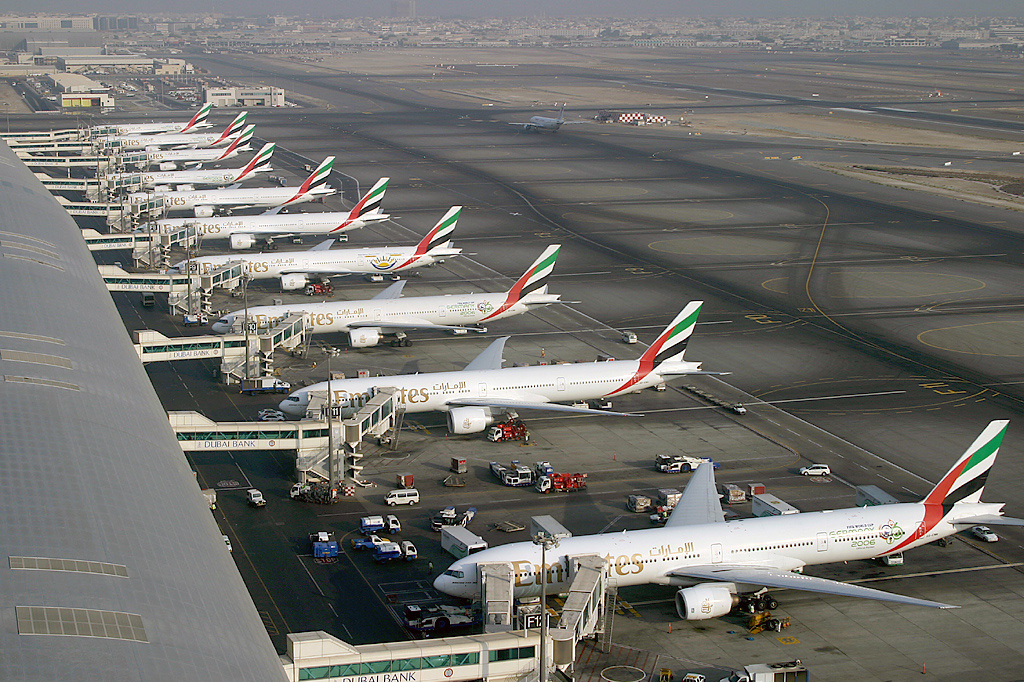
停靠在杜拜國際機場的阿联酋航空777客機。該公司將為777X的啟用客戶之一。

波音正式在2013年11月的杜拜航空展中推出了777X，市場反應熱烈，波音獲得259架、總價超過950億美元的訂單。波音表示，這是商用航空新機發表有史以來最高訂單總價紀錄。在杜拜航空展期間，阿联酋航空訂購了150架777X，阿提哈德航空訂購了25架，卡塔尔航空則訂購了50架 。
777X的專案將有兩個型號。一個是比777-300ER機身還要長的777-9，另一個則是與777-300ER長度相仿但可以飛更遠的777-8。因為777X要等到2020年才會開始交付，如何維持現有的777產線的產能，是波音的一項新挑戰，該產線的目標是每年生產100架的777客機，也就是到2020年前要有總共600架的訂單。但是截至2013年年底，只有380架的777訂單等待製造與交付，在近期航空展中也沒有新的訂單。為了刺激買氣，波音公司計劃把777搭配777X一起銷售，也計劃提供讓現有客戶把777客機改裝為貨機的服務。
香港國泰航空在2013年12月訂購了21架777-9，預定於2021年到2024年間交付。截至2014年4月，777系列的累積訂單數量超越747系列，成為最暢銷的廣體客機。以目前的生產產能，777系列也會在2016年年中成為交付最多的廣體客機。阿聯酋航空在2014月7月確認了150架777X的訂單，其中包括115架的777-9與35架的777-8。卡達航空則在同月決定了50架的777-9X確認訂單，與50架的777-9選購訂單。全日空在7月31日也下了20架777-9的訂單。

### 生產
第一架飛行試驗飛機於2018年11月完成。同月底，電力系統啟動。波音預計在2019年在第二季首飛，但因通用电气的发动机出了问题，波音将首飞日期延至2020年初。2019年9月5日，波音777X进行高压应力测试时，一扇貨舱门向外爆炸。9月6日，波音暂停777X的测试。2020年1月25日，777X正式首飞；同年4月30日及8月3日，第二及第三架777X亦分別開始試飛，當中前者用於獲取飛行包線數據，而後者用於航電、荷載及推進測試。

## 設計
777X將引進諸多在787的設計理念。例如，更大的窗戶，挑高的天花板，增高艙壓到等同海拔6,000英尺（1,800），與維持較高的濕度。為了提供這些新的設計與更大的客艙寬度，機身結構也會一併更新。

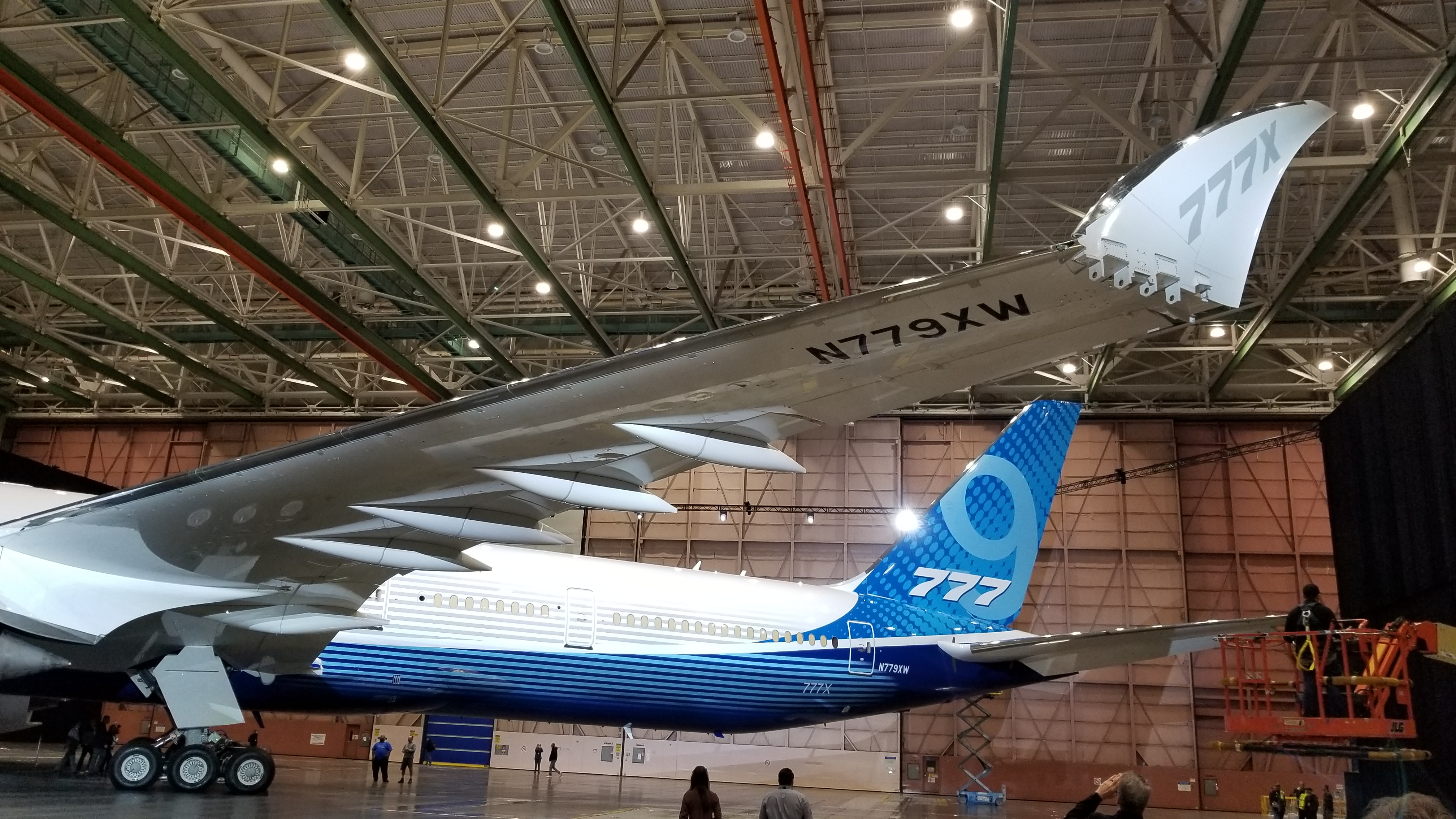
2019年777X展出時的照片，圖中可見777X的可折疊機翼。

777X的機翼為71.75米，將比777-300ER的64.8米多出6.95米。所以波音公司將把777X的機翼設計成可以折疊。起飛前，機師需要手動把機翼展開。客機降落後，當速度降低到50節的時候，電腦會自動把機翼折起。折起後的翼展將為64.85米，這讓777X可使用65米寬的E類停機位，與舊的777相同，不需要像747和A380一樣使用80米寬的F類停機位。機翼折疊的設計早在777-200時就已提供，只是當時並沒有任何航空公司採用。波音宣稱，如同翼尖小翼一樣，機翼折疊的機制將設計到在飛行中絕對不會斷落。
值得一提的是，777X的概念設計圖當中GE9X發動機外殼採用類似Rolls Royce Trent 1000、GEnx-1B（兩者應用於787）、GEnx-2B（應用於747-8）以及CFM LEAP-1B（應用於737 MAX）相同的波浪尖刺狀似般的蛋殼尾部造型，但由於GE9X發動機當中蛋殼空氣阻力較大會比較耗油並強調較長航程而取消該設計，最終設計改為傳統平滑設計發動機外殼。

## 衍生型號

### 777-8
777-8的長度與777-300ER相仿，在三級艙等的配置可以搭載350乘客，航程為8,745 nmi（16,196 km）以上。此型客機將用來取代777-200LR，成為空中巴士A350-1000的競爭對手。機艙的內部寬度將會比現有的777還大，由5.86公尺加大到5.969公尺，可以讓一排配置10個座位時，每個座位寬度為45.72 cm（18.0英寸）。
由於737 MAX停飞事件及777-9的研發出現問題，波音暂停了777-8的研发工作至2021年，首次交付推遲至2023年。
2023年7月，波音執行777-8客機的機身尺寸改良，將原先69.8m加長至與777-8F貨機同為70.9m，總定員由384席加到395席，續航能力則是16,170km加長至16,190km，尺寸跟貨機相同。

### 777-9

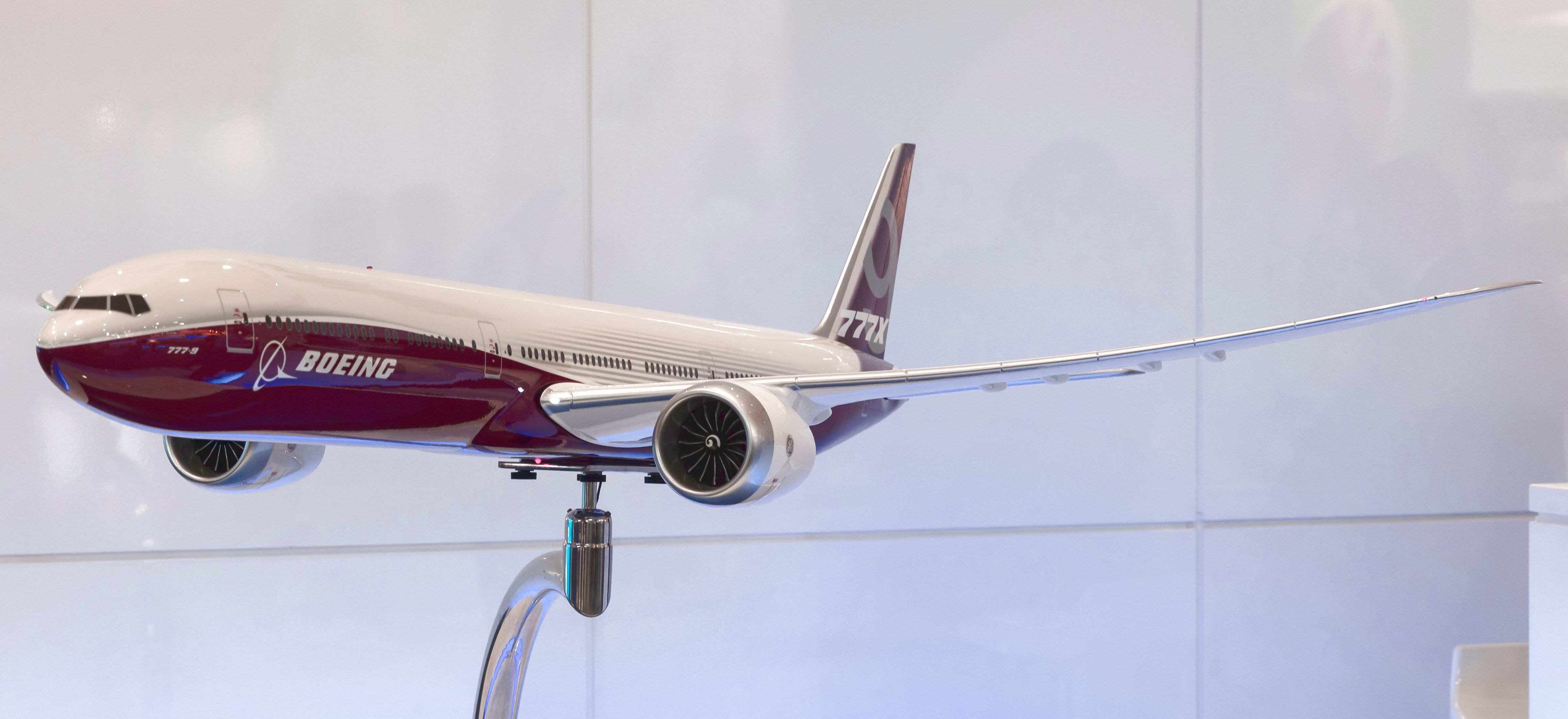
2018年4月展出的模型

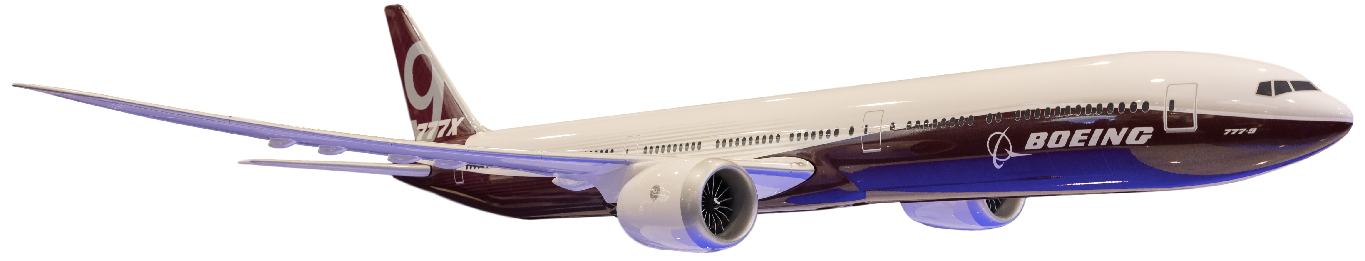
B777-9X在三級艙等配置可以搭載407乘客

777-9的重量與上代777-300ER相同，不過機身較長，可容納多三排座位，且飛行距離增加了220海浬（400公里）。機艙內部寬度將與777-8相同，三級艙等配置可以搭載407乘客，航程為7,285 nmi（13,492 km）以上。波音公司強調此一型客機在市場上將沒有競爭對手。
777-9於2017年末開始生產，多次延期后預計於2022年開始交付營運。漢莎航空及阿聯酋航空將成為此型號的首批用户。其将取代波音747-8成為世界上機身最長的民航機。首架飛行試驗飛機（N779XW，生產序號1567）於2018年11月完成，并于2019年3月下线。由於777-9X的下线时间正好为埃塞俄比亚航空302号班机空难发生3天后，故波音取消了下线仪式以及开发参观的计划。由於通用电气GE9X发动机的轉子需要重新設計及高壓應力測試時出現客艙門向外爆炸，首次飛行最終推遲至2020年1月25日。
2020年8月，777-9首次轉場至波音機場，並繼續在華盛頓州內進行密集式試飛。至同年9月29日，首兩架777-9同步轉場至亞利桑那州尤馬國際機場，是同型號飛機首次離開華盛頓州。
2021年11月，777-9首次於杜拜航展上公開展出及進行飛行表演，並於2022年2月再在新加坡航展上展示。
2022年4月，波音表示777-9將不早於2025年服務。
2025年，777-9進行FAA適航認證飛行考核，預計年內取得FAA核發型式合格證書以及適航認證。
2026年，首架波音777-9交付予啟始客戶－漢莎航空。
客戶可選擇777-9以下艙門配置
- 方案1-4對Type-A艙門（8個緊急出口）
- 方案2-4對Type-A艙門+1對Type-C艙門（10個緊急出口），其中Type-C艙門設在第3對Type-A艙門後面9對窗戶與第4對Type-A艙門前面18對窗戶之間原本布局1的4對窗戶空間。

### 777-10X（擬開發）
波音777-10X機身將比777-9X長，約為80米（263英尺），可比777-9X容納多四排座位，搭載450人。開發777-10X的目的是和空中巴士A380競爭。目前，波音已與777和A380最大運營商——阿聯酋航空商談。波音證實，如果阿聯酋航空有興趣，延長777-9X至10X是可行的。A380已於2021年12月停產。

### BBJ 777X
2018年12月，波音公佈將開發777X的公務機版本。BBJ 777X分為兩個型號，當中BBJ 777-8航程長達21,570公里，將取代ACJ350成為全球航程最長的飛機；至於機身較長的BBJ 777-9，亦有20,370公里
。

### 777-8F
2017年，國際民用航空組織公佈了新的環境保護要求，限制飛機的二氧化碳排放量，新標準適用於2028年起生產的飛機。由於現有貨機（主要是767F及777F）都不符合新要求，因此必須於2027年停產。2021年7月，主要競爭對手空中巴士發表以最新A350-1000為基礎的A350F貨機，計劃於2025年起交付。2022年1月31日，波音也正式發表777-8F，計劃於2027年起交付。由於777X的認證工作遲於原定計劃，加上國際民用航空組織的限期迫近，波音甚至把777-8客機的研發工作推遲，確保2028年不會出現無法交付貨機的情況。
2022年1月，卡塔爾航空與波音就開發及訂購777X貨機進行談判，並預計將下訂最多50架。至同月31日，卡航正式與波音簽約，確定下訂34架777-8F，另附16架選擇權，成為777X貨機版本的啟始客戶。
至同年3月，埃塞俄比亞航空簽訂備忘錄，準備下訂5架777-8F貨機，成為777X貨機的第二個用戶；隨後，漢莎航空亦於兩個月後跟隨，下訂7架777-8F。

## 订单

### 訂單概要
| 首張訂單 日期  | 國家或地区 | 客戶               | 總數                                   |
| -------------- | ---------- | ------------------ | -------------------------------------- |
| 2013年11月7日  | 德國       | 漢莎航空           | 27（20：-9、7：-8F）                   |
| 2013年11月17日 | 阿联酋     | 阿提哈德航空       | 9（-9）                                |
| 2013年12月20日 | 香港       | 國泰航空           | 35（35：-9）                           |
| 2014年7月9日   | 阿联酋     | 阿聯酋航空         | 205（170：-9、35：-8）                 |
| 2014年7月16日  | 卡塔尔     | 卡塔爾航空         | 最多110（50：-9、10：-8、最多50：-8F） |
| 2014年7月31日  | 日本       | 全日空航空         | 20（18：-9、2：-8F）                   |
| 2015年6月4日   | -          | 未透露客户身份     | 10（-9）                               |
| 2017年6月19日  | 新加坡     | 新加坡航空         | 31（-9）                               |
| 2019年2月28日  | 英國       | 英國航空           | 18（-9）                               |
| 2022年7月21日  | 盧森堡     | 盧森堡國際貨運航空 | 10（-8F）                              |
| 2022年11月10日 |            | 丝绸之路路西部航空 | 2                                      |
| 2023年2月14日  | 印度       | 印度航空           | 10（-9）                               |
| 2023年7月22日  | 韓國       | 大韓航空           | 20（-9）                               |
| 2024年3月5日   | 埃塞俄比亞 | 埃塞俄比亞航空     | 8                                      |
| 2024年12月19日 | 中華民國   | 中華航空           | 14（10：-9、4：-8F）                   |
| 總計           | 總計       | 總計               | 555                                    |

### 波音777X型號訂單與交付
|      |            | 2013 | 2014 | 2015 | 2016 | 2017 | 2018 | 2019 | 2020 | 2021 | 2022 | 2023 | 2024 | 2025 | Total |
| ---- | ---------- | ---- | ---- | ---- | ---- | ---- | ---- | ---- | ---- | ---- | ---- | ---- | ---- | ---- | ----- |
| 訂購 | 總訂購數量 | 66   | 220  | 10   | 0    | 20   | 0    | -17  | 0    | 11   | 33   | 100  | 28   | 70   | 541   |
| 交付 | B777-8     | –    | –    | –    | –    | –    | –    | –    | –    | –    | –    | –    | –    | –    | 0     |
| 交付 | B777-9     | –    | –    | –    | –    | –    | –    | –    | –    | –    | –    | –    | –    | –    | 0     |
| 交付 | B777-8F    | –    | –    | –    | –    | –    | –    | –    | –    | –    | –    | –    | –    | –    | 0     |
| 交付 | 總交付數量 | 0    | 0    | 0    | 0    | 0    | 0    | 0    | 0    | 0    | 0    | 0    | 0    | 0    | 0     |

截至2025年5月

### 訂單與交付情況
訂單
  交付
截至2025年5月

## 規格
| 型號                                 | 777-8                                                        | 777-9                                                        | 777-8F                                                       |
| ------------------------------------ | ------------------------------------------------------------ | ------------------------------------------------------------ | ------------------------------------------------------------ |
| 機師數                               | 2                                                            | 2                                                            | 2                                                            |
| 座位數                               | 395 (2級)                                                    | 426 (2級)                                                    | 不適用                                                       |
| 長度                                 | 232英尺6英寸（70.9米）                                       | 251英尺9英寸（76.7米）                                       | 232英尺6英寸（70.9米）                                       |
| 翼展                                 | 展開後:235英尺5英寸（71.8米） 展開前: 212英尺9英寸（64.8米） | 展開後:235英尺5英寸（71.8米） 展開前: 212英尺9英寸（64.8米） | 展開後:235英尺5英寸（71.8米） 展開前: 212英尺9英寸（64.8米） |
| 機翼後掠角度                         | 9.96                                                         | 9.96                                                         | 9.96                                                         |
| 尾翼高度                             | 64英尺6英寸（19.7米）                                        | 64英尺6英寸（19.7米）                                        | 64英尺6英寸（19.7米）                                        |
| 機艙內寬度                           | 19英尺7英寸（5.97米）                                        | 19英尺7英寸（5.97米）                                        | 19英尺7英寸（5.97米）                                        |
| 座位寬度                             | 18英寸（45.7 cm） （一排10個座位）                           | 18英寸（45.7 cm） （一排10個座位）                           | 不適用                                                       |
| 機體寬度                             | 20英尺4英寸（6.20米）                                        | 20英尺4英寸（6.20米）                                        | 20英尺4英寸（6.20米）                                        |
| 載貨空間                             | 40× LD3                                                      | 48× LD3                                                      | 44× 貨盤                                                     |
| 空重                                 | 待公布                                                       | 400,000磅（181,400公斤）                                     | 待公布                                                       |
| 最大降落重量                         | 待公布                                                       | 557,000 lb (252,651 kg)                                      | 待公布                                                       |
| 最大起飛重量                         | 805,000 lb (365,150 kg)                                      | 775,000 lb (351,550 kg)                                      | 待公布                                                       |
| 巡航速率                             | M0.85                                                        | M0.85                                                        | 待公布                                                       |
| 最高巡航速率                         | 待公布                                                       | 待公布                                                       | 待公布                                                       |
| 最大航程                             | 8,745 nmi (16,190 km)                                        | 7,285 nmi (13,500 km)                                        | 4,410 nmi (8,168 km)                                         |
| 起飛所需跑道長度（於最大起飛重量時） | 待公布                                                       | 待公布                                                       | 待公布                                                       |
| 燃油容量                             | 350,410 lb (158,940 kg),52,300 US gal (197,977 L)            | 350,410 lb (158,940 kg),52,300 US gal (197,977 L)            | 350,410 lb (158,940 kg),52,300 US gal (197,977 L)            |
| 最大飛行高度                         | 43,100 ft (13,140 m)                                         | 43,100 ft (13,140 m)                                         | 43,100 ft (13,140 m)                                         |
| 發動機（×2）                         | 通用电气GE9X-105B1A                                          | 通用电气GE9X-105B1A                                          | 通用电气GE9X-105B1A                                          |
| 發動機推力（×2）                     | 134,300 lbf (597 kN)                                         | 134,300 lbf (597 kN)                                         | 134,300 lbf (597 kN)                                         |

註: 規格有可能會更動。

### 相關機型
- 空中客车A330neo
- 空中客车A350
- 中国商飞C939

### 主要競爭對手
- 空中巴士A350-1000